# Hermann Emden (Fotograf)
Hermann Seligmann Emden (* 1815 in Frankfurt am Main; † 1879) war ein deutscher Kupferstecher, Lithograf und Fotograf. Zu seinen Werken zählt unter anderem eines der frühesten fotografisch illustrierten Bücher in Deutschland überhaupt.

## Leben

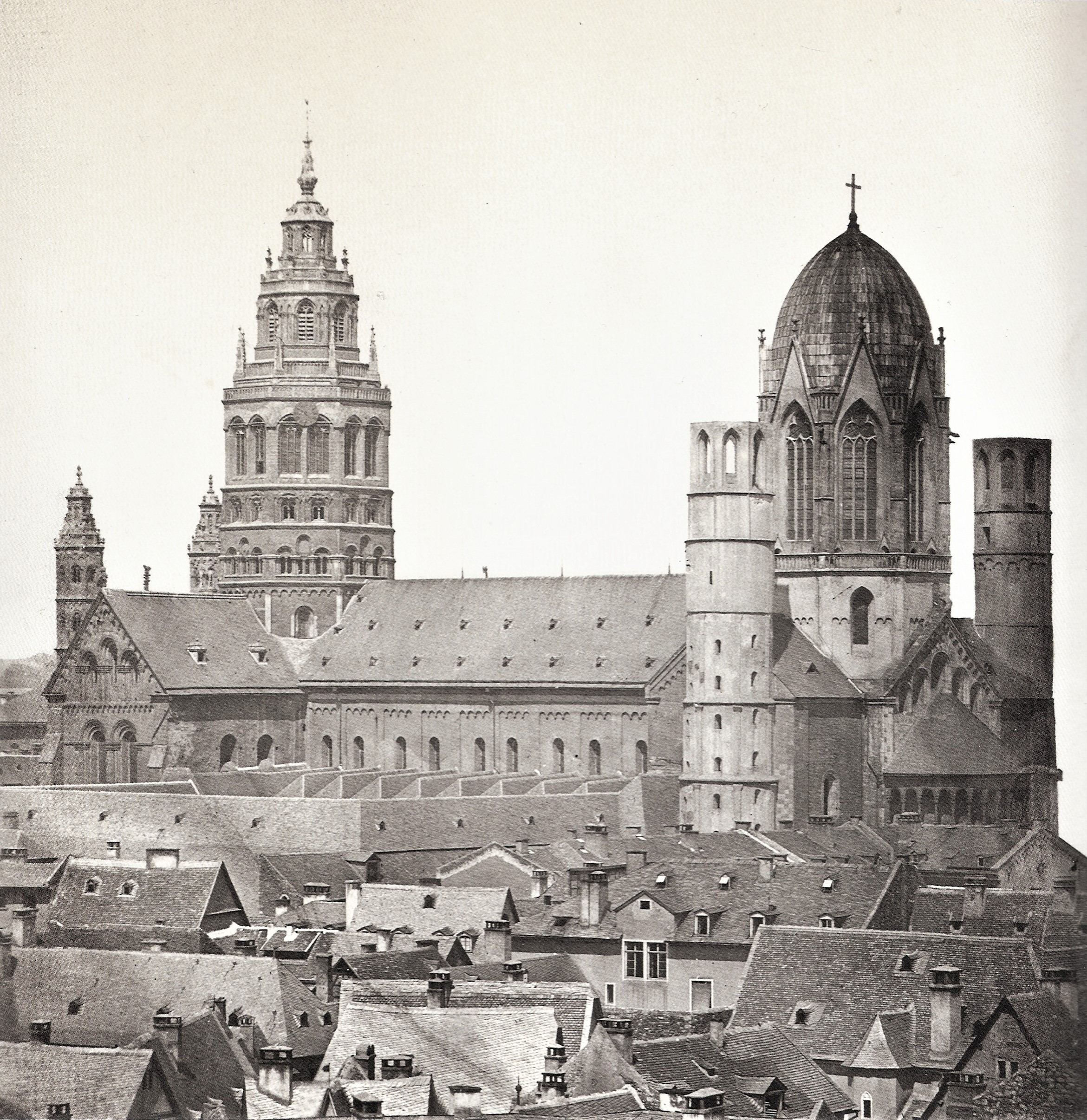
„Der Dom von Südosten“, aus: Der Dom zu Mainz …, 1858

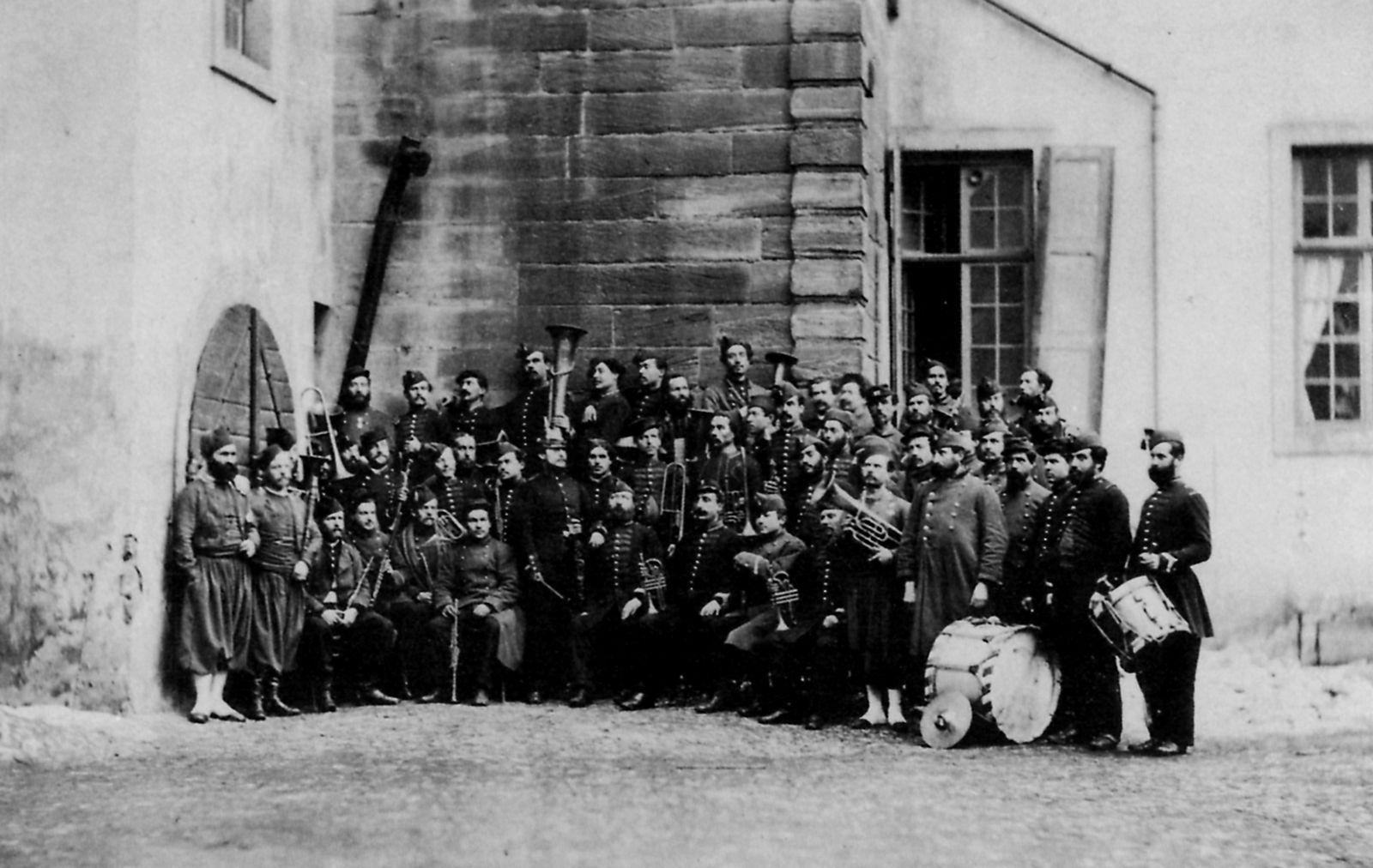
„Die Lagermusik der gefangenen Franzosen in Mainz unter der Leitung eines preußischen Dirigenten“, aus der Serie „Erinnerungen an 1870“, Mainz 1870

Emden erlernte, wie andere Fotografen seiner Zeit, zunächst das künstlerische Handwerk des Kupferstichs und der Lithografie, bevor er ab 1852 als einer der ersten Fotografen in Frankfurt am Main tätig wurde: Mit dem renommierten Zeichenlehrer Clemens Philippart, der in Bonn das Lichtbild auf Papier eingeführt hatte, ging Emden im selben Jahr eine Kooperation ein und assistierte diesem zeitweilig.
Es wird vermutet, dass Emden den Fotografen Johannes Schafgans mit der Kalotypie bekannt machte.
Ebenfalls 1852 arbeitete Emden in Elberfeld mit „Paul Eduard Liesegang, dessen optische und mechanische Apparaturen später Weltruhm erlangten.“
Einen festen Platz in der Geschichte der Fotografie sicherte sich Hermann Emden dank einem Folio-Band mit 36 Kalotypien, vermutlich nach Kollodiumnegativen, unter dem Titel Der Dom zu Mainz und seine bedeutendsten Denkmäler: In einer ausgewogenen Kombination von deutsch-französischem Begleittext und einer Fülle groß- und kleinformatiger Abbildungen von Baudetails wie Portalen und Grabmälern ist dieses Buch ein wichtiger Vorläufer moderner Architekturmonografien, darüber hinaus eines der frühesten fotografisch illustrierten Bücher in Deutschland überhaupt.
Bis 1872 betrieb Hermann Emden in Frankfurt am Main ein Atelier.
Emden hatte offenbar vor, in Württemberg zu expandieren und eröffnete 1864 zwei Filialen: eine in Tübingen und eine in Gmünd. Er hatte damit keinen Erfolg und im Folgejahr gab er sie wieder auf. Es ließen sich keine signierten Fotografien aus seiner Tätigkeit in Tübingen und in Gmünd finden.

## Werke und Sammlungen (Auswahl)
- Der Dom zu Mainz und seine bedeutendsten Denkmäler in 36 Original-Photographien.[1] Mainz 1858, als „seltene Inkunabel der Mainz-Photographie aus dem Besitz Ludwig Lindenschmits d. Ä“[1]
- Serie Erinnerungen an 1870. Mainz 1870[7]
- Reproduktionen aus dem Schaffen Emdens zeigt das Landesmuseum Koblenz im Haus der Fotografie[8]